# Tate-Shiho-Gatame
Tate-Shiho-Gatame est une technique d’immobilisation (Osae komi waza) du judo.

## Traduction
| Kanji | Rōmaji | Français       |
| ----- | ------ | -------------- |
| 縦    | Tate   | Vertical       |
| 四方  | Shiho  | 4 coins        |
| 固    | Gatame | Immobilisation |

## Description

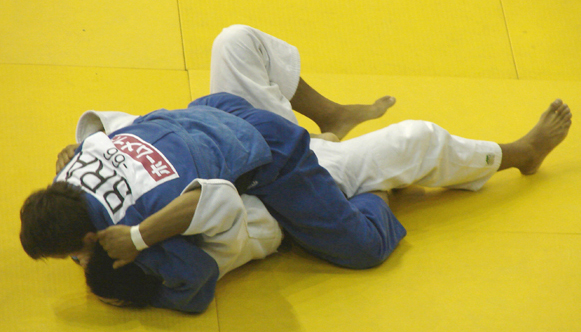
Tate-Shiho-Gatame

Uke est à plat dos. Tori est à cheval au-dessus de lui, un genou de chaque côté du corps serrant les côtes d’uke et les bras bloquant ses épaules. Sa main droite passe derrière la tête d’uke et sa main gauche passe sous le bras droit d’uke. Les deux mains de tori se tiennent l’une à l’autre fermement (sans croiser les doigts). La main gauche de tori peut aussi saisir son propre revers et sa main droite le revers d’uke. Tori est groupé pour exercer un contrôle du torse d’uke en se plaquant le plus possible au sol avec l’aide de ses pieds et de ses abdominaux. Il existe une forme plus « compétitive » de Tate-shio-gatame, qui consiste à glisser ses jambes sous celles d’uke et à les lever, de façon à l’empêcher de prendre appui au sol quand celui-ci essaiera de ponter.
Cette technique requiert une configuration particulière des deux adversaires, qui se produit assez rarement en compétition. Elle offre de bonnes chances de sortie au partenaire si elle est mal exécutée.

## Retournements amenant à Tate-Shiho-Gatame

### En défense à genoux
Tori subit l’assaut d’uke et se réfugie en position quadrupédique, tori sait que uke va tenter une des techniques de retournement vue précédemment. À l’instant où uke se place pour saisir sa ceinture, tori se redresse en passant les bras sous les aisselles d’uke. Tori englobe rapidement uke et place un pied entre les genoux d’uke, puis le second en même temps qu’il repousse de sa tête l’épaule de son adversaire afin de le placer sur son côté. Tori bascule sur le dos en emportant uke et le soulève à l’aide de ses pieds pour qu’il ne puisse se dégager. À cet instant il ne reste plus qu’à basculer sur le côté où l’épaule est libre pour immobiliser uke en Tate-Shiho-Gatame.

### Latéral de face

#### Suppression de deux appuis
Tori et uke sont à genoux, se tiennent le kimono et constatent que la force physique seule ne permet pas de retourner son adversaire afin de l’immobiliser.
Tori attend donc qu’uke le pousse pour s’asseoir et placer sa plante de pied sur le genou opposé de son adversaire (côté dont tori tient la manche d’uke de préférence). Puis tori chasse de sa jambe l’appui d’uke tout en tirant sur la manche vers le sol et soulevant de la main au revers.
Tori bascule sur son flanc en emportant uke et continue la rotation jusqu’à ce qu’il place un Tate-Shiho-Gatame.

#### Suppression d’un appui
Tori s’assied et place ses deux plantes de pied sur les deux genoux d’uke au ras du sol, tori peut ensuite tirer uke vers lui tout en repoussant ses jambes afin de l’allonger sur le ventre. Tori bascule sur le côté où il tient la manche et à l’aide du pied et de la main opposés fait pivoter uke pour le retourner sur le dos. En enfourchant uke, tori est alors en immobilisation, Tate-Shiho-Gatame.

### En Okuri-Eri-Jime
Tori est sur le dos, uke est entre ses jambes. Tori vient passer sa main sous l’aisselle d’uke pour saisir son revers opposé, doigts à l’intérieur, pouce à l’extérieur. De son autre main il engage le pouce loin dans l’autre revers de façon à placer le poignet sur la gorge d’uke. De cette position tori chasse l’appui d’uke au moyen de son pied et pivote. Si la position des bras est bonne il y a étranglement, dans le cas contraire tori peut en soulevant l’autre jambe d’uke le faire pivoter complètement pour l’immobiliser en Tate-Shiho-Gatame avec cette fois la quasi-certitude de réussir la strangulation Okuri-Eri-Jime en s’aidant du poids.

## Contre amenant à tate-shiho-gatame
Un contre de yoko-shiho-gatame aboutit à l’immobilisation en tate-shiho-gatame.

## Sorties

### Pontage
Tori est immobilisé entre les bras d’uke avec son bras devant le visage comme pour kata-gatame ou ici tate-shiho-gatame, pour se sortir de cette position, tori joint les deux mains et repousse fortement la tête d’uke sur le côté sans porter de coup. Une fois la tête repoussée, il subsiste un petit espace exploitable pour tori afin de dégager son bras, pour ce faire, il lui faut pivoter sur lui-même afin de rentrer le coude et tirer son bras vers l’intérieur. Bien sur, tori doit s’aider de ses autres membres en repoussant l’épaule d’uke avec son bras libre et en pontant sur le côté pour le soulever. Tori fixe les coudes d’uke en s’efforçant de baisser ses bras : prenant appui sur les jambes repliées, il bascule uke sur le côté.
Avec un mouvement rapide tori peut sortir d’immobilisation dans un premier temps mais également renverser uke pour l’immobiliser à son tour.

### À plat ventre
Si tori parvient à dégager un bras ou les deux, il peut essayer de se retourner face au sol, en-dessous d’uke.

### Accrochage de la jambe de tori
Si tori parvient à dégager un bras, il peut pousser avec une main le genou d’uke, avec l’intention d’accrocher cette jambe entre les siennes.

## Contres

### Yoko-shiho-gatame
Tori est immobilisé entre les bras d’uke avec son bras devant le visage en tate-shiho-gatame, pour se sortir de cette position, tori joint les deux mains et repousse fortement la tête d’uke sur le côté. Une fois la tête repoussée, tori engage son autre bras sous la cuisse d’uke et ramène la jambe vers sa poitrine. En pontant de l’autre côté tout en tirant la jambe, tori fait basculer uke pour venir l’immobiliser en kuzure-keza-gatame ou en yoko-shiho-gatame.

## Passage de grade
Dans le cadre de la progression française de judo, cette technique est enseignée au niveau des ceintures blanches-jaunes.